# Sant Cugat del Vallès

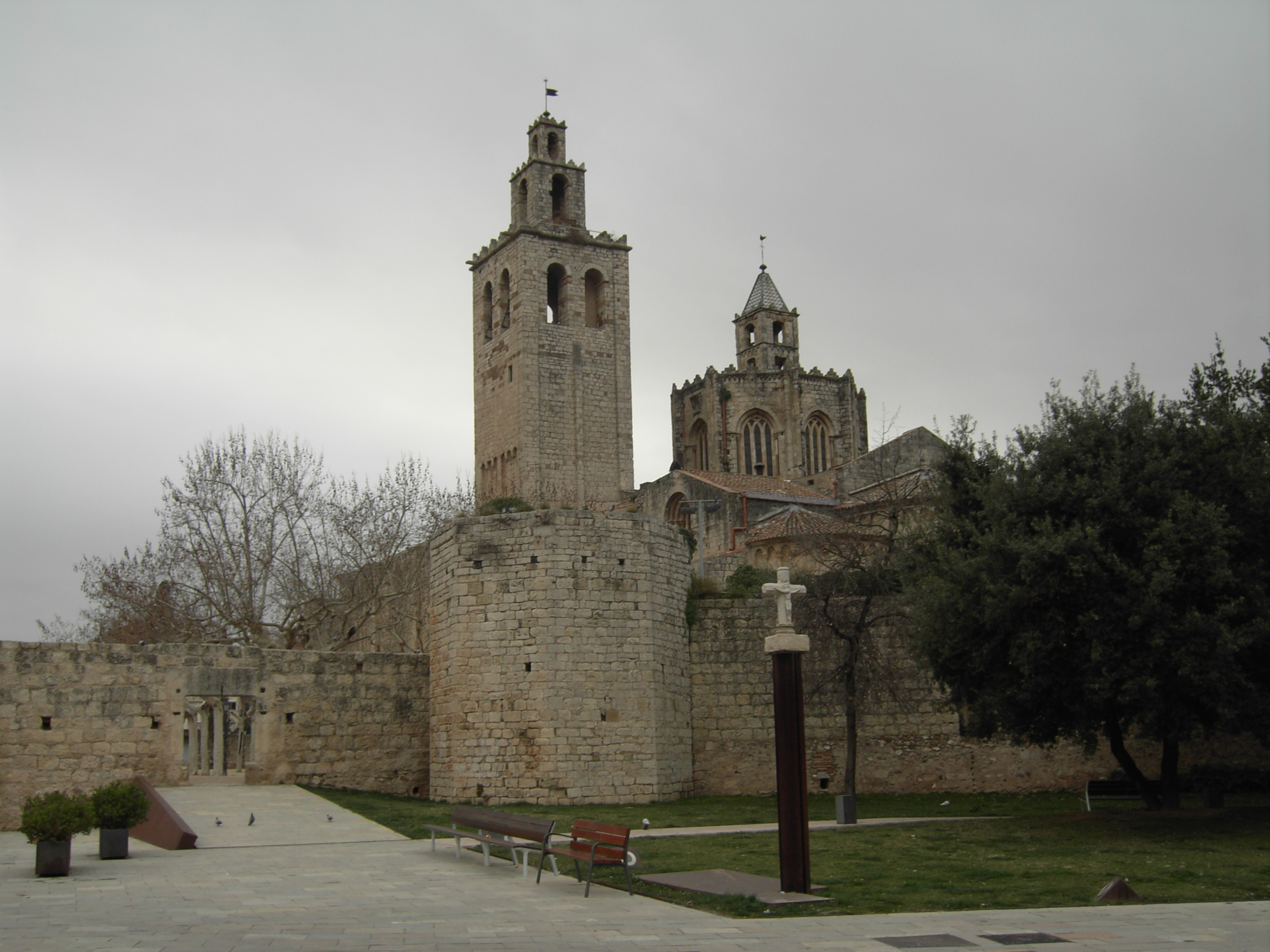
Sant Cugats kloster

Sant Cugat del Vallès är en kommun väster om Barcelona i Katalonien, Spanien. Invånarantalet uppgick 2013 till 84 946.
Under antiken hette staden Castrum Octavianum. Den är uppkallad efter Sankt Cucufas (på katalanska Cugat) som ska ha blivit martyr här år 304. På platsen för hans död ligger ett medeltida kloster med en korsgång i romansk stil med många historieinspirerade kapitäler. Altaret är målat av Ayne Bru.
Staden har blivit en välmående förort till Barcelona tack vare sitt läge endast fem kilometer från city och sina natursköna omgivningar. Den har i praktiken växt ihop med grannorterna Rubí och Cerdanyola del Vallès. Staden har en egen järnvägsstation och direkt tunnelbaneförbindelse med centrala Barcelona och grannstäderna Terrassa och Sabadell.

## Befolkningsutveckling
| År   | Invånarantal |
| ---- | ------------ |
| 1900 | 2 120        |
| 1930 | 5 190        |
| 1950 | 6 992        |
| 1970 | 20 490       |
| 1986 | 35 302       |
| 2000 | 52 654       |
| 2007 | 74 345       |